# Slow Train
Slow Train ist ein Titel des britischen Gesangsduos Flanders and Swann aus dem Jahr 1963. Der Vorsitzende von British Railways, Richard Beeching, hatte einen Bericht vorgelegt, der unter dem Titel The Reshaping of British Railways große Einschnitte des Eisenbahnnetzes plante, was dem kurz als Beeching Report bezeichneten Bericht die Bezeichnung Beeching Axe einbrachte.

In Slow train wird der drohende Verlust von Bahnhöfen und Eisenbahnlinien in jener Zeit beklagt, denn durch die Autobahn verschwinde, so meint der Text, auch ein Lebensstil.
No churns, no porter, no cat on a seat,
At Chorlton-cum-Hardy or Chester-le-Street.
Nicht alle der genannten Bahnhöfe wurden geschlossen, so bestehen die Bahnhöfe von Chester-le-Street, Formby, Ambergate und Arram weiterhin. Der Bahnhof von Chorlton-cum-Hardy ist seit 2011 ein Bahnhof des Manchester Metrolink. Der Bahnhof 'Gorton and Openshaw' heißt heute nur noch Gorton.
Die genannten Bahnhöfe von Selby und Goole waren nicht von Schließung bedroht, aber auf der Strecke zwischen den beiden Bahnhöfen wurde der Passagierverkehr eingestellt. Die andere von Flanders and Swann ausdrücklich genannte Strecke zwischen St. Erth und St. Ives wurde verschont, und die Strecke und die beiden Bahnhöfe blieben erhalten.

## Andere Versionen
2004 hat das kanadische Quartett Quartetto Gelato ein Album unter dem Titel Quartetto Gelato Travels the Orient Express veröffentlicht, dessen Einleitung Slow Train aufnimmt.
Eine Fassung von Slow Train wurde von den King’s Singers gesungen, diese wurde vom Duo Lemon Jelly in dem Stück 76 aka  The Slow Train mit Albert Hammonds Titel I’m a Train ebenfalls in einer Fassung der King’s Singers gesampelt. Die britische Gruppe Stackridge hat 2009 eine Live-Version auf ihrer DVD 4x4 veröffentlicht.

## In Slow Train genannte Bahnhöfe
Der offizielle Bahnhofsname ist, wo abweichend, in Klammern angegeben.
- Millers Dale for Tideswell (Millers Dale), an der Midland-Railway-Strecke zwischen Buxton und Matlock
- Kirby Muxloe, an der Midland Railway Strecke zwischen Leicester und Burton upon Trent.
- Mow Cop and Scholar Green, an der North-Staffordshire-Railway-Strecke zwischen Stoke-on-Trent und Congleton.
- Blandford Forum, an der Somerset-and-Dorset-Joint-Railway-Strecke zwischen Templecombe und Broadstone (Dorset)
- Mortehoe and Woolacombe, an der London and South Western Railway – Ilfracombe Branch Line zwischen Barnstaple und Ilfracombe.
- Midsomer Norton, an der Somerset and Dorset Joint Railway Strecke zwischen Bath Green Park Station und Shepton Mallet.
- Mumby Road, an der Great Northern Railway Strecke Willoughby (Lincolnshire) und Mablethorpe.
- Chorlton-cum-Hardy, an der Cheshire Lines Committee Strecke zwischen Manchester Central Station und Stockport Tiviot Dale.
- Chester-le-Street, an der North Eastern Railway Strecke zwischen Durham und Newcastle Central Station. Der Bahnhof ist noch immer offen.
- Littleton Badsey (Littleton and Badsey), an der Great Western Railway Strecke zwischen Evesham und Honeybourne.
- Openshaw (Gorton and Openshaw), an der Great Central Railway Strecke zwischen Manchester London Road Station und Guide Bridge.
- Long Stanton, an der Great Eastern Railway Strecke zwischen Cambridge und Huntingdon.
- Formby, an der Lancashire and Yorkshire Railway Strecke zwischen Liverpool Exchange Station und Southport. Der Bahnhof ist noch immer offen.
- Four Crosses Station, an der Cambrian Railway Strecke zwischen Oswestry und Buttington.
- Dunstable Town Station, an der gemeinsamen Strecke zwischen den Stationen Hatfield der Great Northern Railway und Leighton Buzzard der North Western Railway.
- Dogdyke, an der Great Northern Railway Strecke zwischen Boston und Lincoln.
- Tumby Woodside, an der Great Northern Railway Strecke zwischen Firsby und Lincoln.
- Trouble House Halt Station, an der Great Western Railway Strecke zwischen Kemble und Tetbury.
- Audlem, an der Great Western Railway Strecke zwischen Market Drayton und Nantwich.
- Ambergate, an der Midland Railway Strecke zwischen Derby Midland Station und Chesterfield. Der Bahnhof ist erheblich verkleinert worden und ist noch geöffnet.
- Chittening Platform Station, an der Great Western Railway Strecke zwischen Filton Abbey Wood Station und Avonmouth.
- Cheslyn Hay (Wyrley and Cheslyn Hay), an der London and North Western Railway Strecke zwischen Walsall und Rugeley Town Station.
- Selby, an der North Eastern Railway Strecke zwischen Doncaster und York.
- Goole, an der North Eastern Railway Strecke zwischen Doncaster und Hull Paragon Station. Beide Bahnhöfe existieren noch, aber die Strecke zwischen beiden wurde stillgelegt.
- St Erth, an der Great Western Railway Strecke zwischen Truro und Penzance. Der Bahnhof existiert weiterhin.
- St Ives, an der Great Western Railway Strecke von St Erth. Ende der Great Western Railway Strecke.
- Cockermouth, an der Cockermouth, Keswick and Penrith Railway Strecke zwischen Workington und Keswick.
- Armley Moor, an der Strecke der Great Northern Railway zwischen Leeds City Station und Bramley (West Yorkshire).
- Arram, an der North Eastern Railway Strecke zwischen Driffield und Beverley.
- Pye Hill and Somercotes Station, an der Great Northern Railway Strecke zwischen Kimberley und Pinxton.
- Windmill End, an der Great Western Railway – Bumble Hole Line zwischen Dudley und Old Hill